# Tetris (pel·lícula)
Tetris és un film biogràfic de thriller basat en fets reals al voltant de la cursa per llicenciar i patentar el videojoc Tetris de la Unió Soviètica al final de la dècada dels anys '80 durant la Guerra Freda. Va ser dirigit per Jon S. Baird i escrit per Noah Pink. El film és interpretat per Taron Egerton, Nikita Efremov, Sofia Lebedeva i Anthony Boyle.
El film es va estrenar al festival South by Southwest el 15 de març de 2023 i es va distribuir el 31 de març per Apple TV+. Ha rebut crítiques generalment positives.

## Argument
L'any 1988, al Consumer Electronics Show de Las Vegas, en Henk Rogers de Bullet-Proof Software s'enamora del joc Tetris, creat pel programador rus Aleksei Pàjitnov, que treballa per a l'ELORG, una empresa de propietat estatal del govern soviètic. En Rogers explica a un director de banc que en Robert Stein de l'Andromeda Software ha obtingut els drets de la llicència mundial de Tetris de l'ELORG i que ha signat un contracte amb el magnat dels mitjans de comunicació Robert Maxwell i amb el seu fill, l'executiu en cap de Mirrorsoft, en Kevin Maxwell, que els permet distribuir Tetris a canvi dels drets d'autor del joc. Mentrestant, el representant de Mirrorsoft al CES ven a en Rogers els drets de Tetris al Japó per a l'ordinador, la consola i la recreativa.
En Rogers es reuneix amb l'executiu de Nintendo, en Hiroshi Yamauchi, i li proposa una associació per produir Tetris per a la Famicom i les màquines recreatives de Nintendo. Poc després de començar-ne la producció, en Rogers rep una trucada d'en Kevin, que explica que els drets de la recreativa ja han quedat cedits a Sega. En Rogers torna amb en Yamauchi, demanant-li els crèdits per endavant. En canvi, l'envien a la seu de Nintendo of America a Seattle, i li mostren el proper aparell portàtil de Nintendo, la Game Boy, que es llançaria amb Super Mario Land. En Rogers convenç el president Minoru Arakawa i el vicepresident sènior Howard Lincoln perquè empaquetin la consola amb el Tetris en comptes del Super Mario i es compromet a obtenir-ne els drets de la llicència portàtil.
Tot seguit, en Rogers viatja per reunir-se amb els Maxwell a Londres, els quals li diuen que en Stein conserva tots els drets de la llicència al món. En Rogers ofereix en Stein 25.000 dòlars pels drets mundials de la portàtil, els quals ell accepta. Més tard, però, l'Arakawa i en Lincoln truquen Rogers i li expliquen que en Stein ha promès ara els drets portàtils a Atari per 100.000 dòlars. Aleshores, en Rogers decideix viatjar a Moscou i assegurar-se aquests drets ell mateix.
En arribar a Moscou, contracta com a intèrpret una jove anomenada Sasha i, malgrat les seves advertències, entra a les oficines de l'ELORG. En mostrar una còpia de la Famicom de Tetris al president de l'ELORG, en Nikolai Bélikov, li diuen que la seva còpia és "il·legal", ja que l'ELORG només ha assortit a en Stein els drets de l'ordinador i no pas els drets de la consola. S'organitza una reunió per debatre'n els drets.
A la primera reunió, en Rogers coneix l'Aleksei Pàjitnov. En Pàjitnov convida en Rogers a contracor al seu apartament, on estableixen una ràpida amistat. En Rogers ajuda en Pàjitnov a millorar la mecànica del joc, i en Pàjitnov el porta a una discoteca de Moscou. Una dona els diu que Estònia s'està rebel·lant contra la Unió Soviètica i que el canvi s'acosta.
En Rogers, en Stein i en Kevin es reuneixen per separat amb en Bélikov per negociar els drets del joc. En Rogers explica en Bélikov que en Stein ha abusat el la redacció del contracte original, que no definia gens l'ordinador, perquè també pogués vendre'n els drets de les consoles. En Rogers aconsella en Bélikov que defineixi un ordinador com un aparell amb un teclat, un monitor i una unitat de disc. En Bélikov redacta un nou contracte amb en Stein que augmenta els drets d'autor de l'ELORG per a l'ordinador i també inclou la definició del mateix. Desitjós de discutir els drets portàtils, en Stein signa el nou contracte sense adonar-se dels canvis.
En Valentín Trífonov, cap del Departament de Comerç Exterior del Comitè Central del Partit Comunista de la Unió Soviètica, s'interessa per les negociacions i implica el KGB per assegurar-se que es pot beneficiar de les possibles vendes de Tetris. El KGB amenaça en Rogers, en Pàjitnov i les seves famílies. Mirrorsoft ofereix els drets per distribuir el seu catàleg d'enciclopèdies a l'ELORG i promet un milió de dòlars en efectiu a canvi dels drets portàtils de Tetris. Bélikov redacta una carta d'intencions per vendre els drets portàtils de Tetris a Mirrorsoft amb la condició que rebin el milió de dòlars en una setmana. En Pàjitnov envia la carta per fax a en Rogers, que mostra que Mirrorsoft només obtindrà els drets de Tetris si paguen en el termini, cosa que no aconsegueixen fer.
Nintendo informa en Rogers que Atari ha llançat la seva versió de Tetris, però en Rogers els diu que no tenen els drets i insta en Lincoln i l'Arakawa a viatjar a Moscou. En un últim esforç per obtenir els drets, en Robert i en Kevin Maxwell visiten en Mikhaïl Gorbatxov, líder de la Unió Soviètica, per advertir-lo que no vengui el joc als interessos capitalistes. En Gorbatxov ignora les seves preocupacions, però en sentir l'interès d'en Trífonov en Tetris, ordena als seus guàrdies que el vigilin.
Nintendo ofereix 5 milions de dòlars a l'ELORG per als drets portàtils i de la consola, els quals l'ELORG accepta. En Lincoln, l'Arakawa i en Rogers han de marxar de Moscou amb la documentació per finalitzar l'acord. En Maxwell, desesperat per aturar-los, accepta donar a Trífonov el 50% de la propietat de Tetris si pot atrapar en Rogers. Després d'una persecució en auto fins a l'aeroport, els tres escapen i pugen a un avió. La Sasha revela que és una agent del KGB i arresta en Trífonov.
En Rogers torna a Tòquio i Tetris s'estrena al món occidental amb un gran èxit. Just abans de l'enfonsament de la Unió Soviètica, en Rogers porta en Pàjitnov i la seva família als Estats Units. Un epíleg explica que en Rogers i en Pàjitnov començarien The Tetris Company i que encara romanen bons amics.

## Elenc
- Taron Egerton com a Henk Rogers
- Nikita Yefremov com a Aleksei Pàjitnov
- Sofia Lebedeva com a Sasha
- Anthony Boyle com a Kevin Maxwell
- Ben Miles com a Howard Lincoln
- Ken Yamamura com a Minoru Arakawa
- Ígor Grabuzov com a Valentín Trífonov
- Oleg Shtefanko com a Nikolai Bélikov
- Ayane Nagabuchi com a Akemi Rogers
- Rick Yune com a Eddie
- Roger Allam com a Robert Maxwell
- Toby Jones com a Robert Stein
- Togo Igawa com a Hiroshi Yamauchi
- Matthew Marsh com a Mikhaïl Gorbatxov
- Ieva Andrejevaitė com a Nina Pàjitnov
- Kanon Narumi com a Maya Rogers

## Producció
El juliol de 2020, es va reportar que s'estava fent un film biogràfic sobre la creació de Tetris, que aprofundiria en les batalles legals que van tenir lloc durant la Guerra Freda per la propietat del joc. Taron Egerton ho va confirmar en una entrevista de l'agost de 2020, on va explicar que el film reflectiria un to similar a La xarxa social. Apple TV+ va adquirir el film el novembre de 2020.
El rodatge va començar a Glasgow el desembre del 2020. El febrer de 2021, es va dur a terme a Aberdeen en ubicacions com ara l'edifici de zoologia de la Universitat d'Aberdeen, que es va utilitzar com a la seu de l'empresa soviètica ELORG, i Seamount Court, que es va utilitzar per a diverses escenes. Es va enregistrar durant set dies a l'antiga base militar de Balado a Perth i Kinross; particularment les escenes internes per donar-li un estil militar. La producció va tornar aleshores a Glasgow durant uns dies, fins que va acabar a l'inici del març de 2021. El 2022 es van fer alguns reenregistraments i l'estrena del film era prevista per al final de l'any.
En una entrevista del 2023, Aleksei Pàjitnov va admetre que el film "no feia una biografia o recreació del que va passar realment", però que era "prou a prop i molt correcte emocionalment i espiritualment".

## Banda sonora
La música inclou temes originals composts per al film per Lorne Balfe i cançons interpretades per Aaron Hibell, aespa, Polina, ReN (ja), a més de remixes de cançons existents reproduïdes per al film. La banda sonora inclou música inspirada en l'època dels anys '80, a més de versions russes i japoneses de cançons clàssiques, com ara "Heart of Glass" i "Holding Out for a Hero", amb una llicència per al film.
La banda sonora del film inclou dues cançons originals: "Hold on Tight" del grup de pop coreà Aespa, i "Benevolence" del discjòquei Aaron Hibell.

## Distribució
El film es va estrenar al SXSW Film Festival el 15 de març de 2023. Es va llançar només digitalment al servei Apple TV+ el 31 de març de 2023. Segons un panell de recerca de Samba TV, 3,1 milions de llars van mirar Tetris durant almenys un minut i el film va atreure 88.000 espectadors en els dos primers dies.

## Recepció
Al web de ressenyes Rotten Tomatoes, el 81% de 187 crítiques són positives, amb una valoració mitjana de 6,7/10. El consens del web afirma: "tot i que no és tan addictiu ni tan ràpid com el joc, Tetris ofereix un relat divertit i estimulant de la història darrere del clàssic a 8 bits". El Metacritic, que fa servir una mitjana ponderada, va assignar al film una puntuació de 61 sobre 100, basada en 36 crítiques, indicades com a "generalment favorables".

### Denúncia
L'agost de 2023, Dan Ackerman, l'editor en cap de Gizmodo, va denunciar a Apple per "copiar il·legalment" el seu llibre The Tetris Effect: The Game That Hypnotized the World. Ackerman va demanar al tribunal un dany monetari de 4,8 milions de dòlars, que és el 6% del pressupost de 80 milions de dòlars del film.

## Precisió històrica
En una entrevista d'abans de l'estrena del film, Henk Rogers va dir que tant ell com Aleksei Pàjitnov van revisar el guió i hi van fer suggeriments. Malgrat això, Rogers va observar: "És un guió de Hollywood, un film. No es tracta de la història, així que moltes coses mai no van passar". Hi va haver esdeveniments al film que sí van passar a la vida real. Per exemple, Rogers nota que sí va convèncer Nintendo perquè incorporés Tetris amb la Game Boy al llançament en lloc del Super Mario Land. Rogers va destacar que els productors volien "capturar la foscor i la preocupació" que va sentir durant el seu temps intentant obtenir els drets de Tetris a la Rússia de l'època soviètica. Va continuar: "Van fer tot el possible per acceptar els nostres canvis relacionats amb amb l'autenticitat. Però quan van començar amb la persecució en auto i tot allò, va ser com, d'acord, això és tot d'ells. No en podíem canviar res".